# Идлидля
Идлидля (чук. илитльэн — «остров») — небольшой остров в северо-восточной части Чукотского моря. Расположен в 2 км от берега Чукотского полуострова в районе прибрежных пересыпей, ограждающих лагуну Нэскэнпильгын.
Административно относится к Чукотскому району Чукотского автономного округа России. Ближайший населённый пункт — национальное село Нешкан на материковом побережье в 10 км от острова. Остров длиной 1 км, высшая точка — 21 м над уровнем моря.
В летне-осенний период здесь образуются моржовые лежбища. На острове гнездятся крупные чайки и моёвки, встречаются единичные пары чистиков и ипатки.
На острове ведётся мониторинг окружающей среды.